# バッド (アルバム)
『バッド』（原題:Bad）は、1987年8月31日に発売されたマイケル・ジャクソンのアルバム。
これまでに3500万枚以上を売り上げており、史上最も売れたアルバムの一つ。「ローリング・ストーン誌が選ぶ史上最も偉大なアルバム500」において202位。
シンセサイザーによる近未来的な世界観や歌詞のメッセージ性が強調された作品で、クインシー・ジョーンズをプロデューサーに迎えた1980年代三部作の最終作。
2012年9月19日には25周年記念盤が発売された。

## 概要
マイケル・ジャクソンがクインシー・ジョーンズをアルバムのプロデューサーに迎えたのは、本作が3度目であり最後である。
当時一世を風靡した電子楽器「シンクラヴィア」を駆使した革新的な音作りと、世界平和や世相批判など決して個人的なものに留まらないメッセージ性の強い歌詞が、本作の大きな特徴とされている。同じパートを最低5回は繰り返し弾かせるなど、参加ミュージシャンにも完璧さを求めたマイケル。1曲あたりのオーディオ・トラックの録音は数百回、マルチ・トラック録音は800回以上に及んだ。
先行シングルとしてカットされたのは、クインシーの秘蔵っ子だったサイーダ・ギャレットとのデュエット曲「キャント・ストップ・ラヴィング・ユー」。本曲から第5弾シングルの「ダーティ・ダイアナ」まで、5曲連続で全米1位を獲得することとなる。
収録曲は「マン・イン・ザ・ミラー」と「ジャスト・グッド・フレンズ」の2曲を除いて全てが自作である。「今回の曲は全部マイケルが書くべきだ」と言ったのはクインシーで、マイケルはその提案のもと本作のために60曲以上を作詞・作曲し、そのうち33曲を正式に録音したという。マイケルはこれらを3枚組のアルバムとしてリリースしようとしたが、「無理だ、長すぎる」というクインシーの反対により断念。その候補曲の多さゆえに、後に名曲としてファンの間で親しまれることとなる「ストリートウォーカー」「フライ・アウェイ」「チーター」などの曲が惜しくも選曲から漏れることとなった。
「ジャスト・グッド・フレンズ」では、モータウン時代からの旧友でもあるスティーヴィー・ワンダーとの共演が実現している。
マイケル本人が製作総指揮を取った1988年の映画『ムーンウォーカー』は、LP版で作品のラストを飾る一曲「スムーズ・クリミナル」の世界観を基に作られ、「スピード・デーモン」や「リーヴ・ミー・アローン」のショートフィルムも作中に収録された。「スムーズ・クリミナル」のショートフィルムの中で披露された無重力傾斜（アンチ・グラヴィティ・リーン）が話題となった。

## シングル
- 表題曲である「BAD」は、私服警官に強盗と間違えられて射殺されてしまった青年の実話[4]を基に制作された18分に及ぶショートフィルムが話題となった。
- 「マン・イン・ザ・ミラー」では、ゴスペルを基調とした力強い音楽にのせて政治的な題材が扱われ、自作曲ではないものの後のマイケルの作風に大きな影響を与えた。
- 第5弾シングル「ダーティ・ダイアナ」はダイアナ・ロスに向けて歌われたものではないかといわれたが、マイケル本人は否定している。ダイアナ妃をゲストに迎え入れた1988年のロンドン公演で、ダイアナ妃に「『ダーティ・ダイアナ』は歌われるのですか?」と訊かれたマイケルが「いえ、貴女に失礼かと思いまして歌いません」と答えたところ、「ええ! 私はあの曲が大好きなので歌って下さい!」と懇願されたという逸話が残っている。

## 未収録曲
- 未収録曲「ストリートウォーカー」はマイケル側がどうしても収録したがっていたが、代わりに「アナザー・パート・オブ・ミー」を収録すべきだというクインシー側の主張と対立し、その審議の最中に皆が踊りだしたのが「アナザー・パート・オブ・ミー」だったために収録が見送られた。なお、この曲はのちに「スペシャル・エディション」や「25周年記念盤」に収録されている。
- 未収録曲 「フライ・アウェイ」は1998年に姉リビー・ジャクソンに提供しており、リビーのアルバム『ユアズ・フェイスフリー』に収録されている。この曲ものちに「スペシャル・エディション」や「25周年記念盤」に収録された。
- ヒップホップ・グループ、Run-D.M.C.との共演「クラック・キルズ」も制作されたが、収録は見送られた。この8年後、マイケルはアルバム「ヒストリー パスト、プレズント・アンド・フューチャー ブック1」収録の「2 Bad」の冒頭で、Run-D.M.C.の「キング・オブ・ロック」をサンプリングしている。
- 同じく収録が見送られた「チーター」は2004年の『マイケル・ジャクソン:アルティメット・コレクション』に収録された。

## 売上・評価
前作『スリラー』の売上を超えるというマイケルの目標は達成されなかったものの、本作は聴衆及び批評家から概ね高い評価を得た。特に、ビルボード史上において初めて同一オリジナル・アルバムからのシングル5曲連続1位獲得を達成したという功績は特筆すべきである。1988年の第30回グラミー賞では4部門においてノミネートされ、最優秀録音賞を獲得した。
売上に関しては諸説はあるものの、これまでおよそ3000万枚から4000万枚を売り上げたとされており、「史上最も売れたアルバム」ランキングの上位に位置付けられている。

## Bad 25周年記念盤
『Bad 25周年記念盤』（原題：Bad 25th Anniversary）は、2012年最新リマスターを施したオリジナル盤に加え、当時選曲から漏れた未発表曲の数々や、25周年に合わせて制作された最新リミックス、及び1988年7月16日にロンドンのウェンブリー・スタジアムにて行われたコンサートの模様を収録したライヴDVD『ライヴ・アット・ウェンブリー』が含まれる。2枚組のスタンダードエディション、4枚組のデラックスエディションが存在する。

## 収録曲
| #         | タイトル                                                     | 作詞・作曲                            | 時間  |
| --------- | ------------------------------------------------------------ | ------------------------------------- | ----- |
| 1.        | 「Bad」                                                      | マイケル・ジャクソン                  | 4:08  |
| 2.        | 「The Way You Make Me Feel」                                 | マイケル・ジャクソン                  | 4:59  |
| 3.        | 「Speed Demon」                                              | マイケル・ジャクソン                  | 4:05  |
| 4.        | 「Liberian Girl」                                            | マイケル・ジャクソン                  | 3:55  |
| 5.        | 「Just Good Friends」(feat. スティービー・ワンダー)          | テリー・ブリテン グラハム・ライル     | 4:09  |
| 6.        | 「Another Part Of Me」                                       | マイケル・ジャクソン                  | 3:55  |
| 7.        | 「Man In The Mirror」                                        | サイーダ・ギャレット グレン・バラード | 5:21  |
| 8.        | 「I Just Can't Stop Loving You」(feat. サイーダ・ギャレット) | マイケル・ジャクソン                  | 4:27  |
| 9.        | 「Dirty Diana」                                              | マイケル・ジャクソン                  | 4:42  |
| 10.       | 「Smooth Criminal」                                          | マイケル・ジャクソン                  | 4:20  |
| 11.       | 「Leave Me Alone」(CD盤のみ)                                 | マイケル・ジャクソン                  | 4:40  |
| 合計時間: | 合計時間:                                                    | 合計時間:                             | 48:10 |

| #  | タイトル                                                   | 作詞・作曲                              | 時間 |
| -- | ---------------------------------------------------------- | --------------------------------------- | ---- |
| 1. | 「ナレーション～クインシー・ジョーンズ・インタビューNo.1」 |                                         |      |
| 2. | 「Streetwalker」                                           | マイケル・ジャクソン                    | 5:56 |
| 3. | 「ナレーション～クインシー・ジョーンズ・インタビューNo.2」 |                                         |      |
| 4. | 「Todo Mi Amor Eres Tu」                                   | マイケル・ジャクソン ルーベン・ブラデス | 4:11 |
| 5. | 「ナレーション～クインシー・ジョーンズ・インタビューNo.3」 |                                         |      |
| 6. | 「Fly Away ナレーション」                                  |                                         |      |
| 7. | 「Fly Away」                                               | マイケル・ジャクソン                    |      |

| #   | タイトル                          | 作詞・作曲                                            | 時間 |
| --- | --------------------------------- | ----------------------------------------------------- | ---- |
| 1.  | 「Don't Be Messin' 'Round」       | マイケル・ジャクソン                                  | 4:20 |
| 2.  | 「I'm So Blue」                   | マイケル・ジャクソン                                  | 4:09 |
| 3.  | 「Song Groove」                   | マイケル・ジャクソン                                  | 4:29 |
| 4.  | 「Free」                          | マイケル・ジャクソン                                  | 4:27 |
| 5.  | 「Price Of Fame」                 | マイケル・ジャクソン                                  | 4:35 |
| 6.  | 「Al Capone」                     | マイケル・ジャクソン                                  | 3:37 |
| 7.  | 「Streetwalker」                  | マイケル・ジャクソン                                  | 5:56 |
| 8.  | 「Fly Away」                      | マイケル・ジャクソン                                  | 3:29 |
| 9.  | 「Todo Mi Amor Eres Tu」          | マイケル・ジャクソン ルーベン・ブラデス               | 4:11 |
| 10. | 「Je Ne Veux Pas La Fin De Nous」 | マイケル・ジャクソン クリスティーン・ココ・ディクロワ | 4:19 |
| 11. | 「Bad (Remix)」(feat. ピットブル) | マイケル・ジャクソン                                  | 4:31 |
| 12. | 「Speed Demon (Remix)」           | マイケル・ジャクソン                                  | 4:14 |
| 13. | 「Bad (Club Mix)」                | マイケル・ジャクソン                                  | 7:37 |

| #   | タイトル                                                        | 作詞・作曲                            |
| --- | --------------------------------------------------------------- | ------------------------------------- |
| 1.  | 「Wanna Be Startin' Somethin'」(ライヴ)                         | マイケル・ジャクソン                  |
| 2.  | 「This Place Hotel」(ライヴ)                                    | マイケル・ジャクソン                  |
| 3.  | 「Another Part Of Me」(ライヴ)                                  | マイケル・ジャクソン                  |
| 4.  | 「I Just Can't Stop Loving You」(ライヴ feat. シェリル・クロウ) | マイケル・ジャクソン                  |
| 5.  | 「She's Out Of My Life」(ライヴ)                                | トム・バーラー                        |
| 6.  | 「I Want You Back/The Love You Save/I'll Be There」(ライヴ)     | ハル・デイヴィス etc...               |
| 7.  | 「Rock With You」(ライヴ)                                       | ロッド・テンパートン                  |
| 8.  | 「Human Nature」(ライヴ)                                        | スティーヴ・ポーカロ ジョン・ベディス |
| 9.  | 「Smooth Criminal」(ライヴ)                                     | マイケル・ジャクソン                  |
| 10. | 「Dirty Diana」(ライヴ)                                         | マイケル・ジャクソン                  |
| 11. | 「Thriller」(ライヴ)                                            | ロッド・テンパートン                  |
| 12. | 「Workin' Day And Night」(ライヴ)                               | マイケル・ジャクソン                  |
| 13. | 「Beat It」(ライヴ)                                             | マイケル・ジャクソン                  |
| 14. | 「Billie Jean」(ライヴ)                                         | マイケル・ジャクソン                  |
| 15. | 「Bad」(ライヴ)                                                 | マイケル・ジャクソン                  |
| 16. | 「Man In The Mirror」(ライヴ)                                   | サイーダ・ギャレット グレン・バラード |

| #   | タイトル                                                        | 作詞・作曲                            |
| --- | --------------------------------------------------------------- | ------------------------------------- |
| 1.  | 「Wanna Be Startin' Somethin'」(ライヴ)                         | マイケル・ジャクソン                  |
| 2.  | 「This Place Hotel」(ライヴ)                                    | マイケル・ジャクソン                  |
| 3.  | 「Another Part Of Me」(ライヴ)                                  | マイケル・ジャクソン                  |
| 4.  | 「I Just Can't Stop Loving You」(ライヴ feat. シェリル・クロウ) | マイケル・ジャクソン                  |
| 5.  | 「She's Out Of My Life」(ライヴ)                                | トム・バーラー                        |
| 6.  | 「I Want You Back/The Love You Save/I'll Be There」(ライヴ)     | ハル・デイヴィス etc...               |
| 7.  | 「Rock With You」(ライヴ)                                       | ロッド・テンパートン                  |
| 8.  | 「Human Nature」(ライヴ)                                        | スティーヴ・ポーカロ ジョン・ベティス |
| 9.  | 「Smooth Criminal」(ライヴ)                                     | マイケル・ジャクソン                  |
| 10. | 「Dirty Diana」(ライヴ)                                         | マイケル・ジャクソン                  |
| 11. | 「Thriller」(ライヴ)                                            | ロッド・テンパートン                  |
| 12. | 「Bad Groove」(ライヴ)                                          |                                       |
| 13. | 「Workin' Day And Night」(ライヴ)                               | マイケル・ジャクソン                  |
| 14. | 「Beat It」(ライヴ)                                             | マイケル・ジャクソン                  |
| 15. | 「Billie Jean」(ライヴ)                                         | マイケル・ジャクソン                  |
| 16. | 「Bad」(ライヴ)                                                 | マイケル・ジャクソン                  |
| 17. | 「Man In The Mirror」(ライヴ)                                   | サイーダ・ギャレット グレン・バラード |

| #  | タイトル                                                        | 作詞・作曲           |
| -- | --------------------------------------------------------------- | -------------------- |
| 1. | 「The Way You Make Me Feel」(ライヴ)                            | マイケル・ジャクソン |
| 2. | 「I Just Can't Stop Loving You」(ライヴ feat. シェリル・クロウ) | マイケル・ジャクソン |
| 3. | 「Bad」(ライヴ)                                                 | マイケル・ジャクソン |

## チャート
| チャート (1987–2022年)                          | 最高位 |
| ----------------------------------------------- | ------ |
| アルゼンチン (CAPIF)                            | 2      |
| オーストラリア (ケント・ミュージック・レポート) | 2      |
| オーストリア (Ö3 Austria)                       | 1      |
| ベルギー (Ultratop Flanders)                    | 54     |
| ベルギー (Ultratop Wallonia)                    | 146    |
| ブラジル (ABPD)                                 | 3      |
| カナダ (RPM)                                    | 1      |
| チェコ (ČNS IFPI)                               | 3      |
| デンマーク (Hitlisten)                          | 36     |
| オランダ (MegaCharts)                           | 1      |
| フィンランド (スオメン・ヴィラリネン・リスタ)   | 1      |
| フランス (IFOP)                                 | 1      |
| ドイツ (Offizielle Top 100)                     | 1      |
| ギリシャ (IFPI)                                 | 2      |
| イタリア (Musica e Dischi)                      | 1      |
| 日本 (オリコン)                                 | 1      |
| メキシコ (Top 100 Mexico)                       | 13     |
| ニュージーランド (RMNZ)                         | 1      |
| ノルウェー (VG-lista)                           | 1      |
| ポーランド (ZPAV)                               | 4      |
| ポルトガル (AFP)                                | 22     |
| スペイン (AFYVE)                                | 1      |
| スウェーデン (Sverigetopplistan)                | 1      |
| スイス (Schweizer Hitparade)                    | 1      |
| UK アルバムズ (OCC)                             | 1      |
| 全米 Billboard 200                              | 1      |
| 全米 Billboard トップ R&B/ブラック・アルバム    | 1      |

| チャート (1987年)                         | 順位 |
| ----------------------------------------- | ---- |
| オーストリア (Ö3 Austria)                 | 17   |
| カナダ (RPM)                              | 14   |
| ヨーロッパ (European Top 100 Albums)      | 1    |
| フランス (IFOP)                           | 1    |
| ドイツ (Offizielle Top 100)               | 8    |
| 日本 (オリコン)                           | 5    |
| ニュージーランド (Recorded Music NZ)      | 14   |
| スイス (シュヴァイツァー・ヒットパラーデ) | 15   |
| イギリス (OCC)                            | 1    |
| 全米 キャッシュボックス                   | 15   |

| チャート (1988年)                               | 順位 |
| ----------------------------------------------- | ---- |
| オーストラリア (ARIAチャート)                   | 43   |
| オーストリア (Ö3 Austria)                       | 2    |
| ヨーロッパ (European Top 100 Albums)            | 1    |
| ドイツ (Offizielle Top 100)                     | 3    |
| スイス (シュヴァイツァー・ヒットパラーデ)       | 4    |
| イギリス (OCC)                                  | 3    |
| 全米 Billboard 200                              | 5    |
| 全米 トップ R&B/ブラック・アルバム (ビルボード) | 2    |
| 全米 キャッシュボックス                         | 6    |

| チャート (2022年)            | 順位 |
| ---------------------------- | ---- |
| ベルギー (Ultratop Flanders) | 148  |

| チャート (1980–1989年)           | 順位 |
| -------------------------------- | ---- |
| オーストリア (Ö3 Austria Top 40) | 4    |
| イギリス (OCC)                   | 2    |